# Kamienica przy ul. Podwale 1 w Warszawie
Kamienica przy ul. Podwale 1 w Warszawie – budynek w dzielnicy Śródmieście w Warszawie. Został wzniesiony w latach 70. XX wieku jako imitacja zabudowy klasycystycznej, mającej na celu wpisanie go w historyczną architekturę Starego Miasta.

## Historia budynku
Przed 1939 rokiem znajdował się tam zupełnie inny, 5-kondygnacyjny obiekt architektoniczny, który w wyniku działań wojennych został doszczętnie zniszczony. Po II wojnie światowej, w ramach odbudowy stolicy, wybudowano kamienicę, której celem było osłonięcie stacji elektroenergetycznej (stacja transformatorowa), która zasilała energią elektryczną pobliskie budynki. Kamienicę zbudowano z przeznaczeniem biurowo-wystawienniczym. W ostatnim okresie działała tam pierogarnia.
Pierwsze informacje dotyczące inwestycji pojawiły się w 2011 roku. Nowy właściciel budynku oraz sąsiedniego placu Maksymilian Maciej Marcinkowski, który nabył teren od spadkobierców przedwojennych właścicieli, zdobył wymagane pozwolenie na budowę jeszcze w kwietniu 2012 r. Pierwotnie zaplanowano wchłonięcie kamienicy przez planowany przez dewelopera w sąsiedztwie biurowiec. Projekt nowego budynku biurowo-usługowego powstał w pracowni architektonicznej RKW Rhode Kellerman Wawrowsky. Pozwolenie na budowę wydano w kwietniu 2012 roku.
Kontrowersje wzbudził fakt, iż zgodę na przebudowę wydał miejski konserwator zabytków mimo faktu, iż warszawskie Stare Miasto zostało wpisane na listę UNESCO, a sama ulica Podwale jako założenie urbanistyczne znajduje się w rejestrze zabytków (nr rej. 435.). Konsultacje w sprawie budowy biurowca wzdłuż pierzei ul. Senatorskiej i przy ul. Podwale nie były konsultowane z Polskim Komitetem do spraw UNESCO ani z Centrum Światowego Dziedzictwa w Paryżu. Jednocześnie w komunikacie prasowym Polski Komitet ds. UNESCO podkreślał fakt, iż – „nowa inwestycja ma być prowadzona na linii zabudowy, będącej na granicy obszaru uznanego za Światowe Dziedzictwo UNESCO”.
Kwestia położenia kamienicy jest sporna, gdyż ulica Podwale jest granicą wyznaczoną przez UNESCO, natomiast rzeczona nieruchomość nie leży bezpośrednio na terenie chronionym, ale w jego bezpośrednim sąsiedztwie. W grudniu 2013 r. ekspert Centrum Światowego Dziedzictwa UNESCO w Paryżu Bernhard Furrer dokonał kontroli.
Jednocześnie budowla jako imitacja zabudowy klasycystycznej, w rozumieniu ustawy z dnia 23 lipca 2003 r. o Ochronie Zabytków i Opiece nad Zabytkami, nie jest uznawana za zabytek.
Przebudowę kamienicy, za zgodą Stołecznego Konserwatora Zabytków, zaplanowano na 2014 r. Budynek Podwale 1 miał zostać zaadaptowany na potrzeby nowo powstającego u zbiegu ulic Senatorskiej i Podwale budynku biurowo-usługowego z podziemnym garażem oraz parterem przeznaczonym na sklepy i restauracje. Zachowanie budowli w całości było według inwestora niemożliwe ze względu na zły stan techniczny.
Jednocześnie dodatkowe kontrowersje w prasie wzbudził w listopadzie 2013 r. fakt, że wydająca pozwolenie na budowę biurowca Jolanta Zdziech-Naperty piastująca obowiązki szefowej śródmiejskiego wydziału architektury i budownictwa wydała zgodę na realizację kontrowersyjnego projektu, którego współautorem był jej syn, architekt Bartosz Naperty zatrudniony w biurze architektonicznym RKW Rhode Kellerman Wawrowsky. Prezydent mst. Warszawy Hanna Gronkiewicz-Waltz, nazwała działania Jolanty Zdziech-Naperty – nieetycznymi, cofnęła jej pełnomocnictwa, wstrzymała budowę oraz zapowiedziała kontrolę inwestycji. W konsekwencji Jolanta Zdziech-Naperty straciła stanowisko. Decyzję warszawskiego Ratusza o zatrzymaniu robót budowlanych uchylił jednak wojewoda mazowiecki Jacek Kozłowski, uznając za niedostatecznie uzasadnione. Prokuratura Rejonowa Warszawa Śródmieście Północ, która na wniosek Ratusza dokonała kontroli procedury administracyjnej w latach 2007–2012, badając działania, które doprowadziły do wydania deweloperowi warunków zabudowy, pozwolenia na budowę oraz decyzję reprywatyzacyjną działki, nie dopatrzyła się uchybień.
W sprawie budowy wystąpiło także do wojewody mazowieckiego z wnioskiem o stwierdzenie nieważności i wstrzymanie wykonania decyzji o pozwoleniu na budowę dla inwestycji biurowo-usługowej przy ul. Podwale 1 – Stowarzyszenie Interesu Społecznego „Wieczyste” – twierdząc iż decyzję o budowie wydano z rażącym naruszeniem prawa.